# بوكسبرغ (بادن)
بوكسبرغ (بالألمانية: Boxberg, Baden-Württemberg) هي بلدة، مدينة وبلدية ألمانية تقع في Regierungsbezirk Stuttgart.[بحاجة لمصدر] يقدر عدد سكانها بـ 7,214 نسمة .